# Corydalis chihuahuana
Corydalis chihuahuana är en vallmoväxtart som beskrevs av Friedrich Karl Georg Fedde. Corydalis chihuahuana ingår i släktet nunneörter, och familjen vallmoväxter. Inga underarter finns listade i Catalogue of Life.